# Здравница (платформа)
Здра́вница — остановочный пункт Смоленского (Белорусского) направления МЖД у села Перхушково Одинцовского района Московской области. Село расположено вдоль Можайского шоссе, проходящего севернее платформы. С южной стороны платформы расположено некоммерческое партнёрство «Здравница», к юго-востоку — деревня Трубачеевка.
Состоит из двух платформ, соединённых только настилом через пути. Не оборудована турникетами, есть касса, валидаторы и билетопечатающий автомат.
Время движения от Белорусского вокзала — около 40—45 минут.

## История
Платформа названа так потому, что до Октябрьской революции рядом с ней (в селе Перхушково) располагалась земская больница с приютом для хронических больных.